# Mutih Wetan
Mutih Wetan is een bestuurslaag in het regentschap Demak van de provincie Midden-Java, Indonesië. Mutih Wetan telt 1382 inwoners (volkstelling 2010).